# Groep Aarden

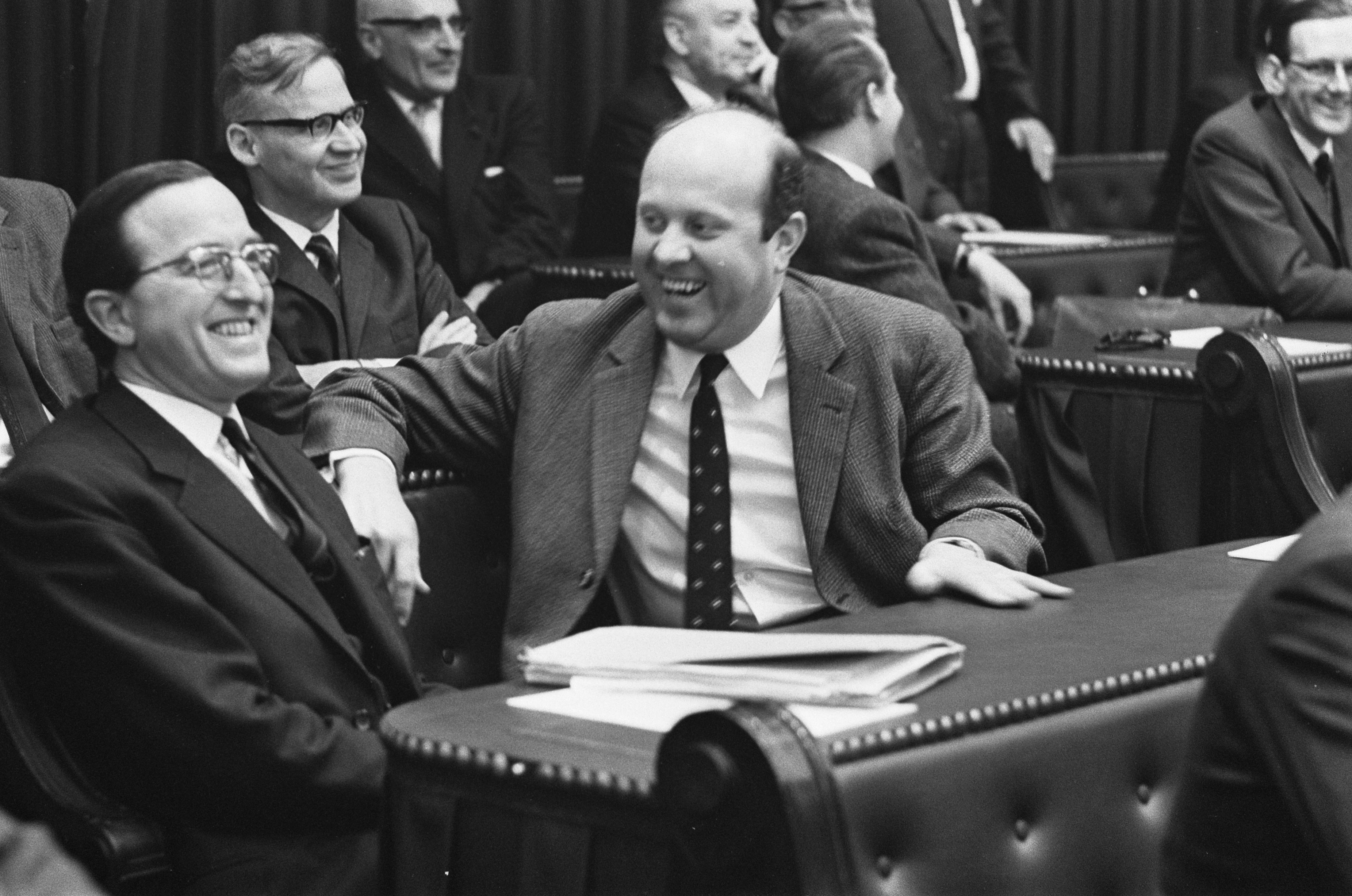
J.M. Aarden (links) en P.J. Janssen (rechts) kort nadat ze uit de KVP-fractie waren opgestapt (27 februari 1968)

In 1968 was het Tweede Kamerlid Jacques Aarden zeer ontevreden over de samenwerking van zijn partij, de KVP, de CHU  en de ARP met de VVD. Hij stapte uit de KVP-fractie en vormde samen met Paul Janssen en Annie Kessel de Groep Aarden. In april 1968 ging de Groep Aarden op in de Politieke Partij Radikalen (PPR).